# Henri Bellery-Desfontaines
Henri Jules Ferdinand Bellery-Desfontaines, dit Henri Bellery-Desfontaines, né à Paris le 20 mars 1867 et mort le 7 octobre 1909 aux Petites Dalles, est un artiste pluridisciplinaire français, peintre, illustrateur, graveur, lithographe, affichiste, créateur de caractères, architecte et décorateur de la période de l'Art nouveau.

## Biographie
Né dans le 18e arrondissement de Paris, Henri est le fils d'Octave Ferdinand Bellery-Desfontaines (1821-1892), employé à la Caisse d'épargne, et de Julie Pauline Hautefeuille (1828-1889).
Artiste borgne, Bellery-Desfontaines est admis en 1890 à l’École des beaux-arts de Paris dans les ateliers de Jean-Paul Laurens et de Luc-Olivier Merson, et sort diplômé en 1895. Entre 1890 et 1900, il participe à la décoration de la salle de garde des internes de l’hôpital de la Charité. En 1891, il suit les cours de William Bouguereau à l'Académie Julian, après avoir assisté le décorateur Pierre-Victor Galland entre 1886 et 1890, chez qui il apprend les techniques d'ornementations.
Il produit des illustrations pour des revues d'art telles que L'Artiste, L'Image, L'Estampe moderne et L'Almanach des Bibliophiles, mais également pour des événements comme le Bal des Quat'z'Arts et le bal de l'Internat. Il dessine des modèles de tapisseries et des ensembles de mobilier et de décorations.
En 1895, avec la collaboration du peintre Antoine Jorrand, il restaure le Château du Fôt de style néo-gothique suivant les principes de Viollet-le-Duc. Il envoie ses peintures au Salon de 1895 à 1908.
De 1896 à 1909, il collabore aux Éditions d'Art Édouard Pelletan et illustre de nombreux ouvrages.
Il reçoit la médaille d'argent lors de l'Exposition universelle de 1900.
Il conçoit les modèles de billets pour les banques de l'Empire colonial français — dont la Banque de l'Indochine, la Banque d'État du Maroc — dans un style qui anticipe les créations les plus modernes, celles des années 1925-35. Il est l'auteur des polices de caractères typographiques Bellery-Desfontaines large et allongé éditées en 1911 par la Fonderie G. Peignot & Fils.
En 1902, il réalise le joker Haincelin-coq (fou du roi Charles VI) pour la firme Fossorier, Amar et Cie, qui serait le premier joker français, cette carte étant jusqu'à cette date interdite dans les jeux de carte en France.
Il épouse en 1902 Marie Thérèse Louise Vautro (1877-1967) dont il eut trois enfants : Paul (né en 1902), Antoinette (née en 1904) et Charlotte (1908-2006).
Il meurt de la fièvre typhoïde après avoir mangé des huîtres aux Petites-Dalles chez le docteur Henri Tissier. Il est inhumé au Cimetière du Montparnasse à Paris.

## Œuvres

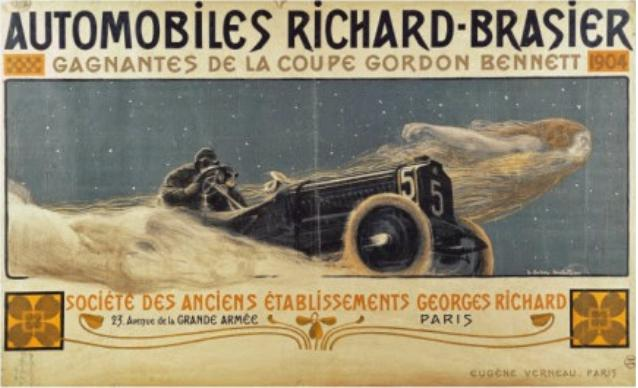
Publicité pour les automobiles Richard-Brasier, 1905.

### Affiches
- La Revue artistique, lithographie en noir et blanc, 1897
- Cartes à jouer Fossorier, Amar et Cie, lithographie, 1898
- Automobiles Richard-Brasier gagnantes de la Coupe Gordon-Bennett, lithographie, imprimerie Eugène Verneau, Paris, 1904
- Exposition universelle de Liège, La République française…, ministère du Commerce et de l'Industrie, lithographie, imprimerie Eugène Verneau, 1905[15]
- L’Éclectique Galerie des artistes modernes, lithographie, 1908
- Exposition universelle de Bruxelles, République française participe..., lithographie, imprimerie Eugène Verneau, 1910[16]

### Estampes (lithographiesetxylographies)

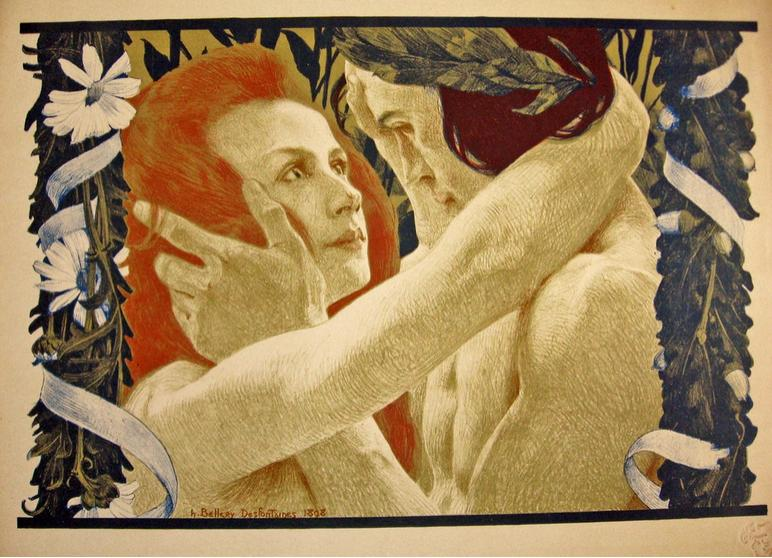
L'énigme (1898, lithographie pour L'Estampe moderne).

- Couverture de la revue L'Image no 7, gravure sur bois rehaussée, juin 1897[17].
- L'illusion, lithographie pour L'Estampe moderne no 5, septembre 1897.
- L'énigme, lithographie pour L'Estampe moderne no 18, octobre 1898, Bridgeman Art Library (en).
- Achille[18], marque de « L'Album de l'artiste », lithographie en prime pour L'Artiste, revue de l'art contemporain, 1898.
- L'imploration, lithographie en prime pour The Studio, mai 1898.
- La soif, lithographie en prime pour Art et décoration, novembre 1899.
- Grandes et petites superstitions, suite pour L'Assiette au beurre, 18 septembre 1904.
- Billets de banque de la Banque de l'Afrique occidentale à la demande de son directeur Henri Nouvion

### Mobilier
- Fauteuil, noyer et tapisserie, [1900], New York, Museum of Modern Art[19]
- Table, noyer, ébénisterie Maison Bellanger, 1900, Musée des Arts décoratifs de Paris[20]
- Salle à manger, 1909-1910, Beauvais, Musée départemental de l'Oise[21]

### Ouvrages illustrés
- L’Almanach du bibliophile. Paris, Édition d'art Édouard Pelletan, 1898
- Ernest Renan, Prière sur l'Acropole, compositions gravées par Eugène Froment. Édouard Pelletan éditeur, 1899
- Pierre Laffitte, Le Faust de Goethe, illustrations gravées par Froment fils. Édouard Pelletan éditeur, 1899
- Missel romain de la chevalerie, ill. de Marcel Pille, avec des dessins d'encadrements de Bellery-Desfontaines, Tours, A. Mame et fils, [1902].
- Auguste Leroux, Vers les Temps meilleurs, discours d’Anatole France en collaboration avec Théophile Alexandre Steinlen. Édouard Pelletan éditeur, 1906
- Auguste Leroux & Louis Barthou (préf.), Le Livre d’Or de la Banque de France, avec Pierre Fritel. Édouard Pelletan / Imprimerie nationale, 1909
- Régime végétalien, par Mesdames Coquelet et Tissier (recettes de cuisines) tiré à 500 exemplaires, Édition d'art Édouard Pelletan, 1914 ; Préface du docteur Henri Tissier, illustrations terminées par son ami Henri Rapin

### Peintures et dessins
- Portrait du peintre Henri Martin, huile sur toile, 164 × 115 cm, 1899, Musée de Cahors Henri-Martin[22].
- Antoinette assise dans son berceau, crayon noir sur papier ocre, 36 × 27,4 cm, Beauvais, Musée départemental de l'Oise[23]
- Entre Amis, 1907, Musée de Poznan, Pologne
- La Falaise, 1907, Ministère de la Marine, Paris
- Ferme bretonne, 1909, Musée des Beaux-Arts, Nancy
- L’Auscultation ou La Contre-visite de l'interne, 1892, Musée de l'Assistance Publique de Paris
- Croquis pour le Théâtre des Auteurs Gais lors de l'Exposition Universelle de 1900 à Paris, aquarelle, 6 scènes, 1900, MAD
- Portrait d'Antoine Jorrand, 1892, Château de Villemonteix (Creuse)

### Divers
- Quatre morceaux de tissu en soie décoré de motifs floraux, exécutés par la Maison Cornille Frères d'après un dessin de Bellery-Desfontaines, Musée de la Mode et du Textile, Paris
- Carton d’invitation pour le premier Salon d’Automne, Imprimerie Eugène Verneau, 1903, 21,3 x 10,4 cm, Bibliothèque des Arts Décoratifs, Paris
- Catalogue Fonderies Deberny & Peignot. Le Bellery-Desfontaines. Large et Allongé, Deberny & Peignot, 1911, 16 x 8,7 cm, Bibliothèque des Arts Décoratifs, Paris
- Gravure pour La Compagnie d'assurance:Le Conservateur, 18 rue de la Fayette, Paris.(Pour l'en-tete de leurs Lettres)

## Galerie

Œuvres d'Henri Bellery-Desfontaines
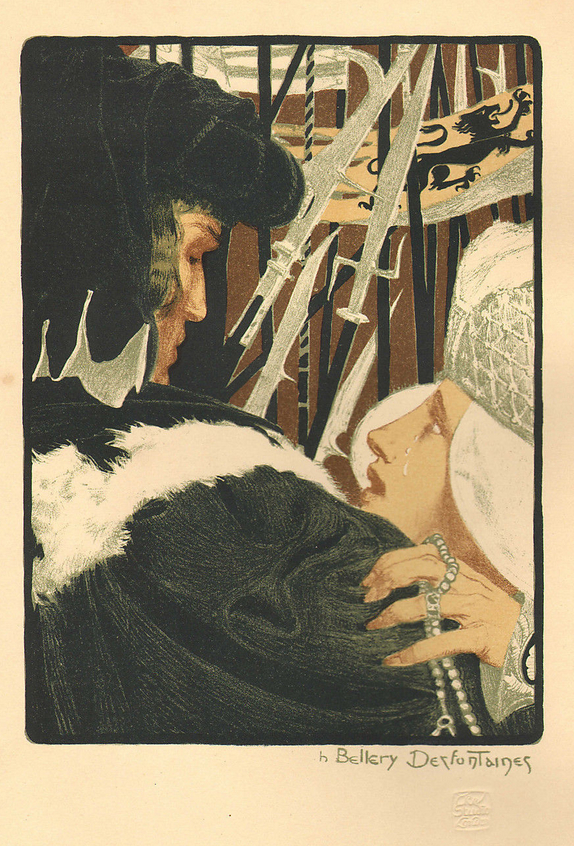
L'imploration (1898, lithographie pour The Studio)
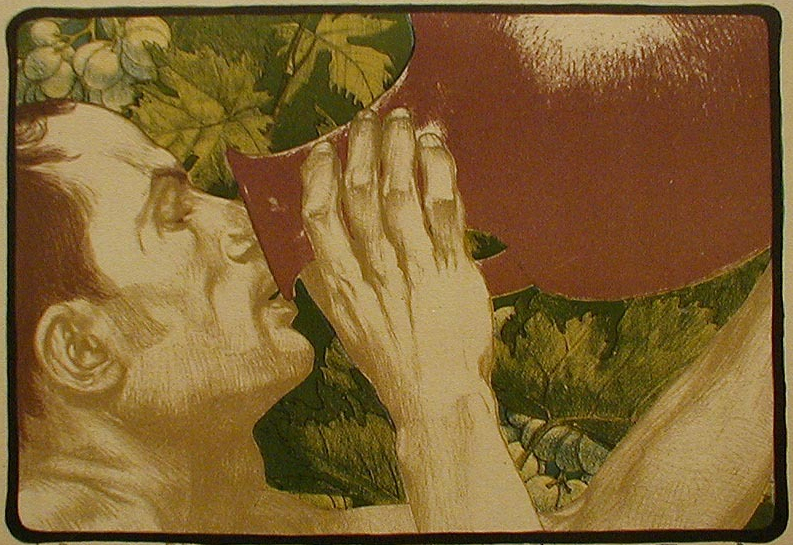
La soif (1899, lithographie pour Art et décoration)
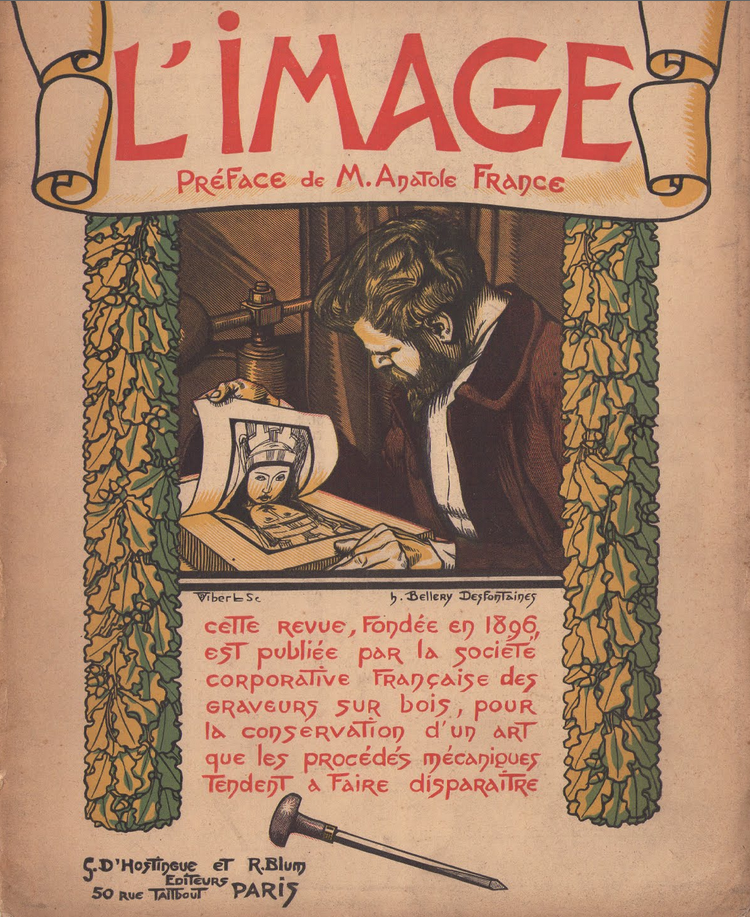
L'Image (1904, couverture du n° spécimen)
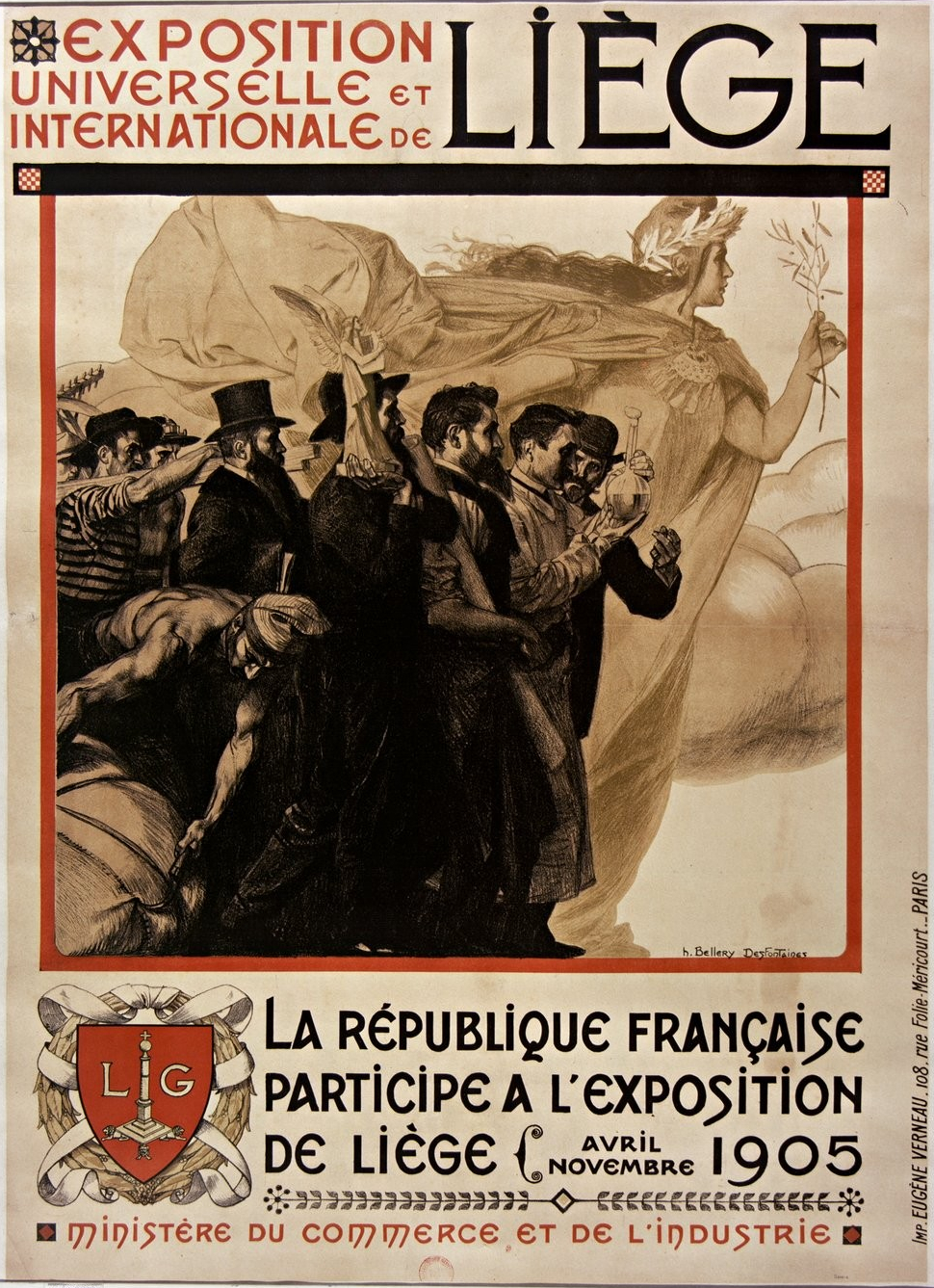
Affiche pour l'Exposition universelle de Liège (1905).
- Affiche pour l'Exposition universelle de Bruxelles (1909).
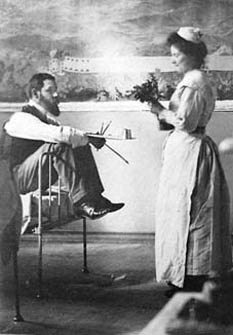
L'artiste et une infirmière, Hôpital Broca